# フェルギュス

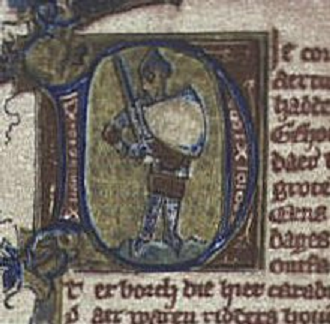
『Roman de Fergus』の挿絵（14世紀頃）

フェルギュス (Fergus) は「アーサー王物語」に登場する騎士。歴史上の人物であるギャロウェーの領主ファーガス(1161年没)がモデルであると考えられている。
ギヨーム・ル・クレールの『フェルギュス』（Roman de Fergus。13世紀中頃）によると、農夫の息子として生まれたフェルギュスは、騎士たちを目撃した後、アーサー王に仕えたく思う。様々な冒険を経た後、幽閉されていた姫君ガリエンヌ (Galiene) を救出する。フェルギュスはアーサー王一行の臨席のもと、ガリエンヌと結婚して幕となる。『フェルギュス』で特徴的なのは、挿話の多くの部分がスコットランドを舞台としている点である。その筋書きには、クレティアン・ド・トロワの『聖杯の物語』とその続編群の影響が認められる。